# Voorbij is de winter
Voorbij is de winter is een lied geschreven door Harry Sacksioni (muziek) en Loes Sacksioni (tekst). Sandra Reemer zong het lied tijdens het Nationaal Songfestival 1970 in een arrangement van Bert Paige om uiteindelijk te eindigen met nul punten. Waterman van Hearts of Soul ging er met de meeste stemmen van door en mocht Nederland vertegenwoordigen op het Eurovisiesongfestival 1970.
Voor zover bekend is Voorbij is de winter nooit op (uitgegeven) single of elpee uitgebracht, ook niet door Sacksioni zelf.
In 1972 mocht Sandra Reemer het opnieuw proberen met Als het om de liefde gaat.
1. ↑  BUMA-titelcatalogus
2. ↑  Bladmuziekmanuscript